# Vira.cz
Abeceda víry pro každého - www.vira.cz je český katolický web. Provozuje jej od 1. června 1998 Pastorační středisko pražské arcidiecéze. Vira.cz je dlouhodobě nejnavštěvovanějším náboženským webem. V roce 2006 měl podle statistik Navrcholu téměř 900 000 návštěv, během roku 2007 přes milion návštěv. Obsahuje soubory článků na různá křesťanská a katolická témata, elektronickou knihovnu, rubriku otázek a odpovědí (poskytují odpovědi v souladu s věroukou katolické církve), online rozhovory, zasílání různých informací mailem (např. biblický citát na každý den), odkazy na zajímavé stránky s křesťanskou a katolickou tematikou, linku důvěry aj. S vira.cz jsou úzce spojeny i další internetové projekty Pastoračního střediska arcidiecéze: Pastorace.cz (shromažďuje materiály použitelné pro pastoraci a poskytuje je veřejnosti), Krestanstvi.cz a Maria.cz. Spolupracuje též s internetovými projekty Karmelitánského nakladatelství.